# Cornel Wilde
Cornel Wilde (rodným jménem Kornel Weisz; 13. října 1912 Prievidza – 16. října 1989 Los Angeles) byl slovensko-americký herec a režisér židovského původu.

## Život
Do Spojených států odešla rodina roku 1920, v jeho sedmi letech. Wildeova herecká kariéra začala v roce 1935, kdy debutoval na Broadwayi. V roce 1936 se začal objevovat ve filmech. Ve čtyřicátých letech podepsal smlouvu s 20th Century Fox, což mu přineslo větší role. Byl nominován na Oscara za nejlepší mužský herecký výkon ve filmu A Song to Remember z roku 1945, kde ztvárnil skladatele Fryderyka Chopina. Ve stejném roce natočil jeden za svých nejslavnějších filmů Smrtelný hřích (Leave Her to Heaven), kde získal hlavní roli po boku Gene Tierneyové. K dalším velkým příležitostem patřily snímky Věčná Ambra (1947), The Walls of Jericho (1948), Největší představení na světě (1952), California Conquest (1952), Passion (1954), Velká kombinace (1955), The Scarlet Coat (1955), Edge of Eternity (1959) nebo Konstantin Veliký (1962). Svou poslední roli si zahrál v seriálu To je vražda, napsala. V 50. letech se pozvolna přesunul ke scenáristice, produkci a režii filmů. K jeho nejoceňovanějším režijním a producentským počinům patří snímky Bezbranná kořist (1965), Krvavá pláž (1967) nebo Poklad žraloků (1975).

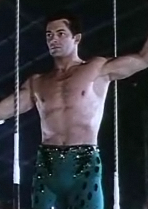
V oscarovém snímku Největší představení na světě

Byl též zdatný šermíř. Šermoval za Columbia Lions a vyhrál National Novice Championships Championship, který se konal v New York Athletic Clubu v roce 1929. Kvalifikoval se do šermířského týmu Spojených států na Letní olympijské hry 1936 v Berlíně, ale těsně před hrami tým opustil, když upřednostnil roli v divadle. V roce 1940 byl najat Laurencem Olivierem jako učitel šermu pro jeho broadwayskou inscenaci Romea a Julie a dostal za to v inscenaci roli Tybalta. Šermířské umění a šermem vypěstovanou dokonalou postavu uplatnil i v několika filmech.
Během své kariéry se také věnoval skládání písní. Ke svému filmu Bezbranná kořist napsal i hudbu.
V průběhu jeho kariéry vyšlo najevo, že se vydával za mladšího než byl, takže v řadě dokumentů o něm je chybné datum narození 1915. Jeho manželkou byla americká herečka a modelka Patricia Knightová.